# Ијан Макнис
Ијан Макнис (енгл. Ian McNeice; 2. октобар 1950. у Бејзингстоуку), је енглески филмски, телевизијски и позоришни глумац.
Истакао се као Харкорт у мини серији На ивици таме из 1985. године, а потом је глумио у популарним филмовима као што су Енглез који се попео на брдо, а сишао с планине, Ејс Вентура 2: Када природа позове, Немогуће бекство, Пут око света за 80 дана и мини-серијама Дина и Деца Дине, као барон Владимир Харконен.
Играо је хералда у историјској драмској телевизијској серији Рим (2005–2007), генерала Рансимана у Шарповој авантури краљевског стрелца и Берта Ларџа у хумористичко-драмској серији Др Мартин (2004–2022), појавио се и у серији Доктор Ху.